# Конско (община Требине)
Конско (на сръбски: Коњско) е село в Босна и Херцеговина, разположено в община Требине, в ентитета на Република Сръбска. Населението му според преброяването през 2013 г. е 28 души, от тях: 28 (100,00 %) сърби.

## Население
Численост на населението според преброяванията през годините:
- 1961 – 217 души
- 1971 – 156 души
- 1981 – 139 души
- 1991 – 79 души
- 2013 – 28 души